# Silvano Sabbadini
Silvano Sabbadini (1943 – 1996) è stato un traduttore e critico letterario italiano.

## Biografia
È stato autore di apprezzate traduzioni dei maggiori poeti britannici, tra cui Eliot, John Keats, e Shakespeare, curandone al contempo prefazione e note. Si è distinto nell'impresa difficile di rendere in italiano le sonorità della poesia in lingua inglese. Le sue traduzioni in versi riportano colori e immagini particolarmente fedeli nell'intento e nelle suggestioni, pur mantenendo sempre un linguaggio moderno e accessibile.

## Opere

### Traduzioni
- Maximus: Poesie [The Maximus Poems], di Charles Olson - Mondadori, 1972
- Lamia, di John Keats - Marsilio - ISBN 8831765248
- Romeo e Giulietta, di William Shakespeare - Garzanti - ISBN 8811364582
- Re Giovanni, di William Shakespeare - Garzanti 1993 - ISBN 881158517-1
- Charles Tomlinson in Italia, con traduzioni di Bruna Dell'Agnese, Ariodante Mariani, Cesare Rusconi e Silvano Sabbadini, Garzanti, 1995

### Critica letteraria
- Il tempo, le rovine e le maschere. Due saggi sui problem play -  Bulzoni 1998 - ISBN 8883192052

### Prefazioni
- Romeo e Giulietta di William Shakespeare - Garzanti - ISBN 8811364582
- Middlemarch di George Eliot - Mondadori 1995 - ISBN 8804395249